# Ouri Cherki
Pour les articles homonymes, voir Cherki.

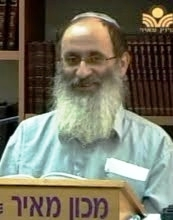
Oury Cherki

Oury Cherki (né en 1959) est le rabbin de la communauté "Bet Yéhouda" dans le quartier hiérosolomytain de Kyriat Moshe. Il est le directeur de la section israélienne du Machon Meir où il enseigne en français et en hébreu, ainsi qu'à la synagogue du Technion de Haïfa.

## Éléments biographiques

### Naissance en Algérie
Oury Cherki est né en Algérie en 1959, fils de Haim et Bithia Cherki (née Albertine Steg). Il a deux frères, Eliezer et David, et une sœur, Siona. Il est le quatrième de la fratrie.

### En France
Il quitte l'Algérie avec sa famille en 1961 et séjourne en France quelques années.

### En Israël

#### Études
Il monte en Israël en 1972. En Israël, il est scolarisé à l'école Netiv Méïr, puis réalisera des études religieuses supérieures à la yechiva Merkaz Harav dirigée par le rabbin Zvi Yehouda Kook. Il est également l'élève du rabbin Yéhouda Léon Ashkénazi, communément Manitou, du rabbin Méïr Yéhouda Getz et du rabbin Chlomo Binyamin Achlag.

#### Activités
En 2008, il est l'un des fondateurs de l'organisation Roch Yéhoudi, il forme des cadres pour diffuser le judaïsme pour leur donner des bases en ce qui concerne le dialogue avec la société laïque israélienne. Son enseignement est diffusé dans différentes villes d'Israël ainsi qu'en direction des non-juifs à travers le Centre Noachide Mondial (Brit Olam).

## Points de vue
Son approche est très influencée par la Torah du Rav Kook et par celle de Manitou, mais présente une originalité indéniable. Ses enseignements sont transmis principalement à l'oral, dans un français et un hébreu clairs et accessibles. Le rav aborde de nombreux sujets, de la Torah à la philosophie en passant par la science. 
Parmi ses nombreuses positions : 
- le sionisme moderne, bien que créé et dirigé par des hommes qui n'observent pas la Torah et ses préceptes, constitue le début de la délivrance finale qui amènera à la venue du messie, tant attendu par les juifs. Ou plus exactement, tous les événements du genre déclaration de Balfour seraient le début de la délivrance, la Déclaration d'indépendance de l'État d'Israël serait la délivrance même, et le monde attendrait, aujourd'hui, la délivrance complète.

- le judaïsme est une nationalité et non une religion, et dans les mitzvots, pour une grande partie des rappels de la sortie d'Égypte, des actes nationaux et non religieux. La suite directe de cela est que l'observance de la Torah n'a véritablement de sens qu'en Terre d'Israël, étant donné qu'une nation, par définition, vit sur une terre, et que celle du peuple juif est la Terre d'Israël.